# 穆迪
穆迪公司（Moody's Corporation，常簡稱為Moody's），是美國三大信貸評級機構之一，创始人是约翰·穆迪（John Moody's），他在1909年首创对铁路债券进行信用评级。1913年，穆迪开始对公用事业和工业债券进行信用评级。目前，穆迪在全球有800名分析专家，1700多名助理分析员，在17个国家设有机构，股票在纽约证券交易所上市交易（：MCO）。 
1975年 美国证券交易委员会（SEC）认可穆迪公司、标准普尔、惠誉国际為「全國認定的評級組織」（NRSRO, Nationally Recognized Statistical Rating Organization）。
2024年3月7日 穆迪公司調整旗下公司名稱，為公司和政府評級的穆迪投資者服務公司(Moody’s Investors Service)將更名為穆迪評級(Moody’s Ratings)，同時，又將金融信息公司穆迪分析(Moody’s Analytics) 的名稱縮短成「穆迪」(Moody’s)。